# Danzeremo a luci spente
Danzeremo a luci spente è un singolo della cantante italiana Deborah Iurato, il primo estratto dal primo EP Deborah Iurato e pubblicato il 2 maggio 2014.

## La canzone
Il brano è stato presentato dall'artista ad Amici di Maria De Filippi. Nel 2016 il musicista Supabeatz ha realizzato un remix del brano, inserito nella lista tracce del secondo album in studio della cantante Sono ancora io.

## Tracce
1. Danzeremo a luci spente – 3:23 (Federica Abbate, Raffaele Morra, Massimiliano Riolfo)

## Formazione
- Deborah Iurato – voce
- Nicolò Fragile – tastiera, programmazione
- Placido Salamone – chitarra
- Luca Visigalli – basso
- Francesco Corvino – batteria

## Classifiche
| Classifica (2014) | Posizione massima |
| ----------------- | ----------------- |
| Italia            | 23                |